# Scavi archeologici di Santa Chiara

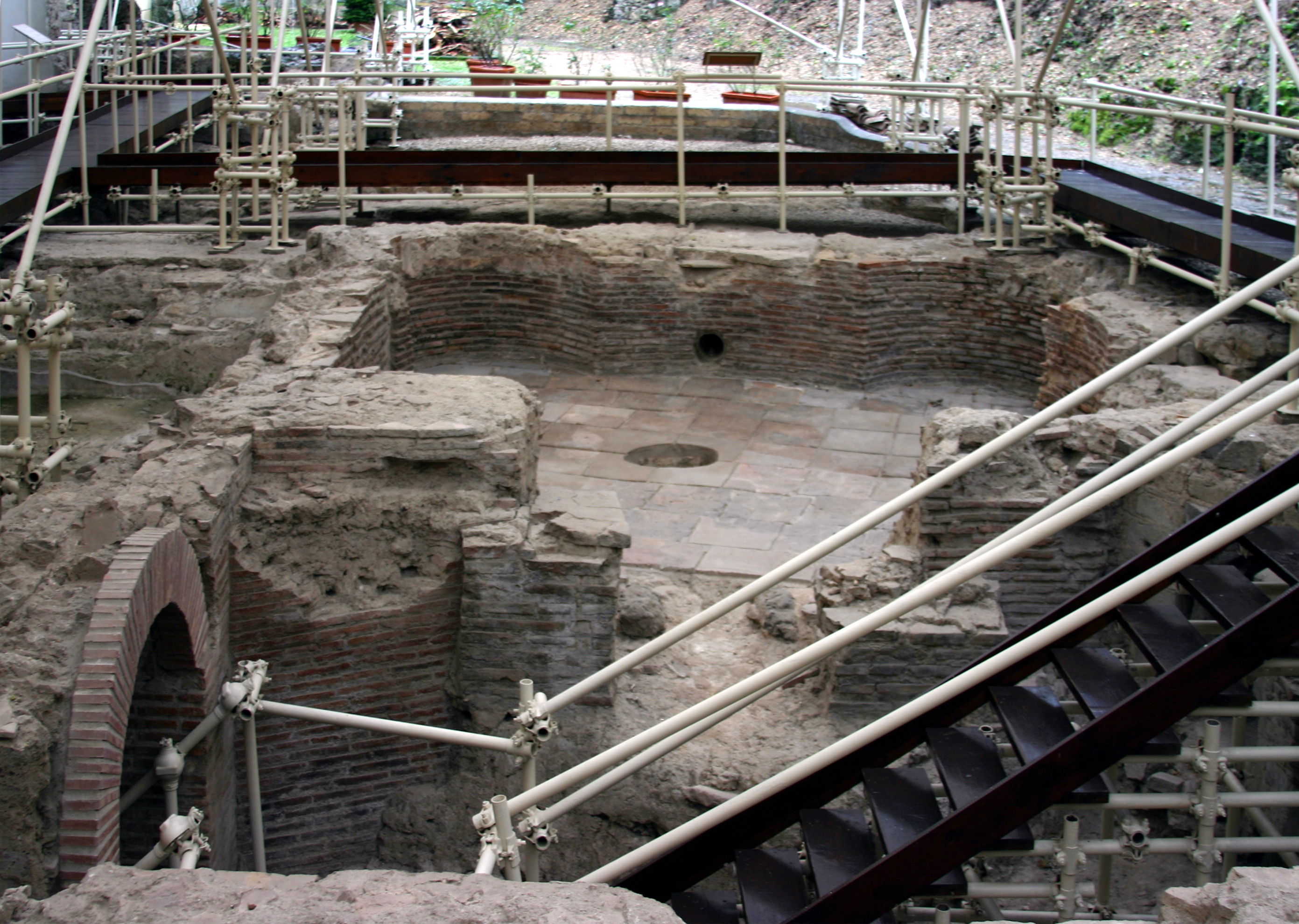
Una vasca

Gli scavi archeologici di Santa Chiara sono un sito archeologico di Napoli, ubicato all'interno del complesso monastico di Santa Chiara.
Facente parte del circuito del museo dell'Opera di Santa Chiara, il sito è da considerarsi il maggiore complesso termale ritrovato a Napoli.
Le terme che furono rinvenute al di sotto del piano della chiesa e si pensa siano state operative almeno sino al IV secolo. Il sito è diviso in due settori: uno con palestra e piscina ed un altro termale.
La palestra mostra il muro di fondo della stessa, mentre la piscina consta della banchina con i gradini d'accesso alla vasca, un'altra vasca minore ottagonale datata tra il III e V secolo ed un complesso sistema di canalizzazione e smaltimento delle acque per alimentare le terme e l'area circostante.
La parte termale si articola in una natatio (vasca rettangolare) rivestita di intonaco impermeabile, in un tepidarium o forse calidarium (altra vasca di forma quadrangolare più piccola), un laconicum (impianto di servizio) ed in un ninfeo o frigidarium più a nord.
I reperti rinvenuti nel sito sono infine esposti nella sala dell'Archeologia del museo dell'Opera di Santa Chiara.